# Carapoia
Genre
Carapoia est un genre d'araignées aranéomorphes de la famille des Pholcidae.

## Distribution
Les espèces de ce genre se rencontrent en Amérique du Sud.

## Liste des espèces
Selon World Spider Catalog (version 19.0, 22/03/2018) :
- Carapoia abdita Huber, 2016
- Carapoia agilis Huber, 2018
- Carapoia alagoas Huber, 2016
- Carapoia bispina Huber, 2018
- Carapoia brescoviti Huber, 2005
- Carapoia cambridgei (Mello-Leitão, 1947)
- Carapoia capixaba Huber, 2016
- Carapoia carvalhoi Huber, 2016
- Carapoia carybei Huber, 2016
- Carapoia crasto Huber, 2005
- Carapoia dandarae Huber, 2016
- Carapoia divisa Huber, 2016
- Carapoia djavani Huber, 2018
- Carapoia exigua Huber, 2018
- Carapoia fowleri Huber, 2000
- Carapoia genitalis (Moenkhaus, 1898)
- Carapoia gracilis Huber, 2016
- Carapoia jiboia Huber, 2016
- Carapoia kaxinawa Huber, 2018
- Carapoia levii (Huber, 2000)
- Carapoia lutea (Keyserling, 1891)
- Carapoia macacu Huber, 2016
- Carapoia maculata Huber, 2018
- Carapoia marceloi Huber, 2016
- Carapoia mirim Huber, 2016
- Carapoia munduruku Huber, 2018
- Carapoia nairae Huber, 2016
- Carapoia ocaina Huber, 2000
- Carapoia paraguaensis González-Sponga, 1998
- Carapoia patafina Huber, 2016
- Carapoia pau Huber, 2016
- Carapoia pulchra Huber, 2018
- Carapoia rheimsae Huber, 2005
- Carapoia rubra Huber, 2018
- Carapoia saltinho Huber, 2016
- Carapoia septentrionalis Huber, 2016
- Carapoia suassunai Huber, 2018
- Carapoia tapajos Huber, 2018
- Carapoia tenuis Huber, 2018
- Carapoia ubatuba Huber, 2005
- Carapoia una Huber, 2005
- Carapoia utinga Huber, 2018
- Carapoia viridis Huber, 2016
- Carapoia voltavelha Huber, 2016
- Carapoia zumbii Huber, 2016

## Publication originale
- González-Sponga, 1998 : Arácnidos de Venezuela. Cuatro nuevos géneros y cuatro nuevas especies de la familia Pholcidae Koch, 1850 (Araneae). Memorias de la Sociedad de Ciencias Naturales La Salle, vol. 57, p. 17-31.